# Закачка воды в нефтяной пласт
Закачка воды в нефтяной пласт (заводнение, поддержание пластового давления, нагнетание воды в нефтяной пласт) - вторичный метод увеличения нефтеотдачи, при котором вода закачивается через нагнетательные скважины в нефтяной пласт для поддержания пластового давления и увеличения продуктивности добывающих скважин.
Применение заводнения позволяет достигать значений коэффициента извлечения нефти до 70% при благоприятных физико-геологических условиях.